# Sotomerille
Sotomerille (llamada oficialmente San Salvador de Soutomerille) es una parroquia y aldea despobladas españolas del municipio de Castroverde, en la provincia de Lugo, Galicia.

## Organización territorial
La parroquia está formada por una entidad de población:
- Soutomerille